# 朝阳镇 (内江市)
朝阳镇，是中华人民共和国四川省内江市市中区下辖的一个乡镇级行政单位。

## 行政区划
朝阳镇下辖以下地区：
张家场社区、洪家寺村、朝阳村、道子田村、黄桷桥村、六公丘村、下坝桥村、黄桷岭村、大洪山村、华匠冲村、园山村、太朴村、回龙桥村、代家沟村、汪洋村、梅堂湾村、周坡村、段家祠村和强安村。